# La Merlatière
La Merlatière is een gemeente in het Franse departement Vendée (regio Pays de la Loire) en telt 646 inwoners (1999). De plaats maakt deel uit van het arrondissement La Roche-sur-Yon.

## Geografie
De oppervlakte van La Merlatière bedraagt 14,7 km², de bevolkingsdichtheid is 43,9 inwoners per km².
De onderstaande kaart toont de ligging van La Merlatière met de belangrijkste infrastructuur en aangrenzende gemeenten.

## Demografie
Onderstaande figuur toont het verloop van het inwonertal (bron: INSEE-tellingen).